# Онейда (округ, Вісконсин)
Шаблон:StateAbbr_ 45°42′ пн. ш. 89°31′ зх. д. / 45.7° пн. ш. 89.52° зх. д.
 Онейда (англ. Oneida County) — округ (графство) у штаті  Вісконсин. Ідентифікатор округу 55085.

## Історія
Округ утворений 1885 року.

## Демографія
За даними перепису 
2000 року 
загальне населення округу становило 36776 осіб, зокрема міського населення було 9645, а сільського — 27131.
Серед них чоловіків — 18310, а жінок — 18466. В окрузі було 15333 домогосподарства, 10493 родин, які мешкали в 26627 будинках.
Середній розмір родини становив 2,82.
Віковий розподіл населення поданий у таблиці:
| Стать    | До 15 років | 15-21 | 22-29 | 30-39 | 40-49 | 50-65 | 65-85 | Понад 85 |
| -------- | ----------- | ----- | ----- | ----- | ----- | ----- | ----- | -------- |
| Чоловіки | 3382        | 1537  | 1249  | 2500  | 3059  | 3448  | 2897  | 238      |
| Жінки    | 3236        | 1368  | 1145  | 2503  | 2976  | 3489  | 3202  | 547      |

## Суміжні округи
- Вілас — північ
- Форест — схід
- Ланґлейд — південний схід
- Лінкольн — південь
- Прайс — захід

## Виноски
1. ↑  U.S. Decennial Census. United States Census Bureau. Архів оригіналу за 19 липня 2018. Процитовано 6 серпня 2015.
2. ↑  Historical Census Browser. University of Virginia Library. Архів оригіналу за 11 серпня 2012. Процитовано 6 серпня 2015.
3. ↑  Forstall, Richard L., ред. (27 березня 1995). Population of Counties by Decennial Census: 1900 to 1990. United States Census Bureau. Архів оригіналу за 18 липня 2015. Процитовано 6 серпня 2015.
4. ↑  Census 2000 PHC-T-4. Ranking Tables for Counties: 1990 and 2000 (PDF). United States Census Bureau. 2 квітня 2001. Архів оригіналу (PDF) за 18 грудня 2014. Процитовано 6 серпня 2015.
5. ↑  State & County QuickFacts. United States Census Bureau. Архів оригіналу за 6 червня 2011. Процитовано 22 січня 2014.(англ.) Наведено за англійською вікіпедією.
6. ↑  American FactFinder. Бюро перепису населення США. Архів оригіналу за 26 лютого 2012. Процитовано 31 січня 2008.

| США | Це незавершена стаття з географії США. Ви можете допомогти проєкту, виправивши або дописавши її. |